# Réka Opavszky
Réka Opavszky (23 de agosto de 2003) es una deportista húngara que compite en piragüismo en la modalidad de aguas tranquilas.
Ganó una medalla de plata en el Campeonato Mundial de Piragüismo de 2021 y dos medallas de plata en el Campeonato Europeo de Piragüismo de 2025.

## Palmarés internacional
| Campeonato Mundial | Campeonato Mundial       | Campeonato Mundial | Campeonato Mundial |
| Año                | Lugar                    | Medalla            | Competición        |
| ------------------ | ------------------------ | ------------------ | ------------------ |
| 2021               | Copenhague (Dinamarca)   | Medalla de plata   | C4 500 m           |
| Campeonato Europeo |                          |                    |                    |
| Año                | Lugar                    | Medalla            | Competición        |
| 2025               | Račice (República Checa) | Medalla de plata   | C1 500 m           |
| 2025               | Račice (República Checa) | Medalla de plata   | C4 500 m mixto     |